# بیلی جک
بیلی جک (انگلیسی: Billy Jack) یک فیلم مستقل در ژانر درام اکشن به کارگردانی تام لافلین محصول سال ۱۹۷۱ است. از بازیگران آن می‌توان به تام لافلین، استن رایس، آلبرت فرید، کنت توبی و هاورد هسمن اشاره کرد.
این دومین فیلم لافلین از چهارگانهٔ او حول محور شخصیتی به نام بیلی جک است.